# Val-d'Oise
Val-d'Oise ( fransk udtale ?) er et fransk departement i regionen Île-de-France. Hovedbyen er Cergy, og departementet havde i 2008 1.181.322 indbyggere.
Der er 3 arrondissementer, 39 kantoner og 185 kommuner i Val-d'Oise.

## Geografi
Val-d'Oise er en del af regionen Île-de-France. Det grænser op til departementerne Oise i nord, Seine-et-Marne i øst
Seine-Saint-Denis, Hauts-de-Seine og Yvelines i syd og Eure i vest.
Den vestlige del af departementet udgøres primært af Parc Naturel régional du Vexin Français, som i hovedsagen er
et landbrugsland. Den nordøstlige del udgøres af Pays de France, der er sletteland på en jord af silt. Den
sydlige og sydøstlige del udgøres for størsteparten af mere bymæssig bebyggelse med blandt andet den internationale lufthavn
Roissy i øst og Paris' forstæder i syd. Mod syd grænser departementet også op til en del af Seine-dalen.
Departementet består af 21.300 ha skov (21% af arealet), de største er Montmorencyskoven, skoven i Isle-Adam og Carnelleskoven.

### Administrativ opdeling
Departementet er opdelt i 3 arrondissementer:
- Argenteuil
- Pontoise
- Sarcelles

## Historie
Departementet er oprettet 1. januar 1968, da man tog den nordlige af det forhenværende departement Seine-et-Oise.